# BMW Hydrogen 7

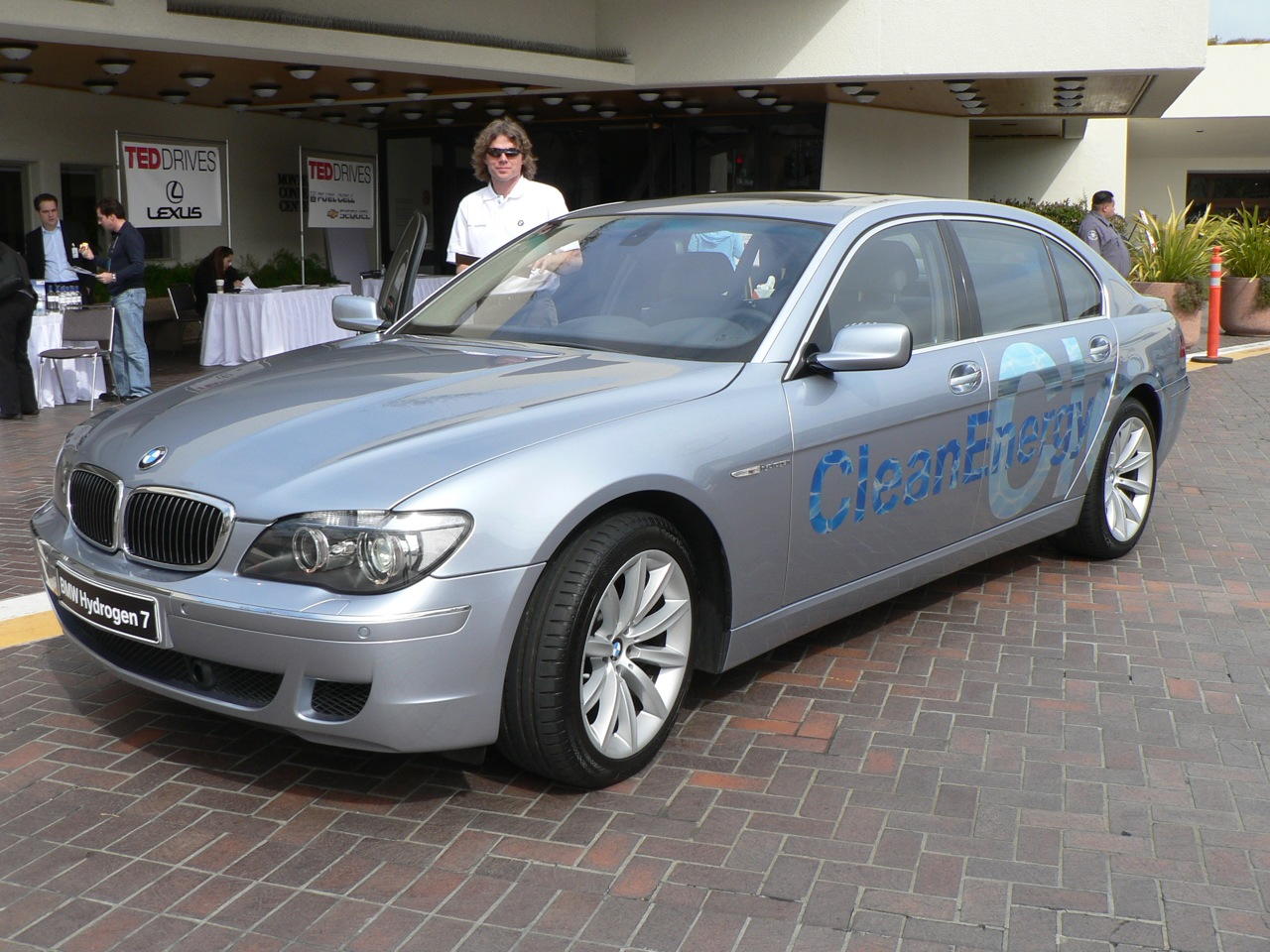
Une Hydrogen 7 à San Francisco (2007)

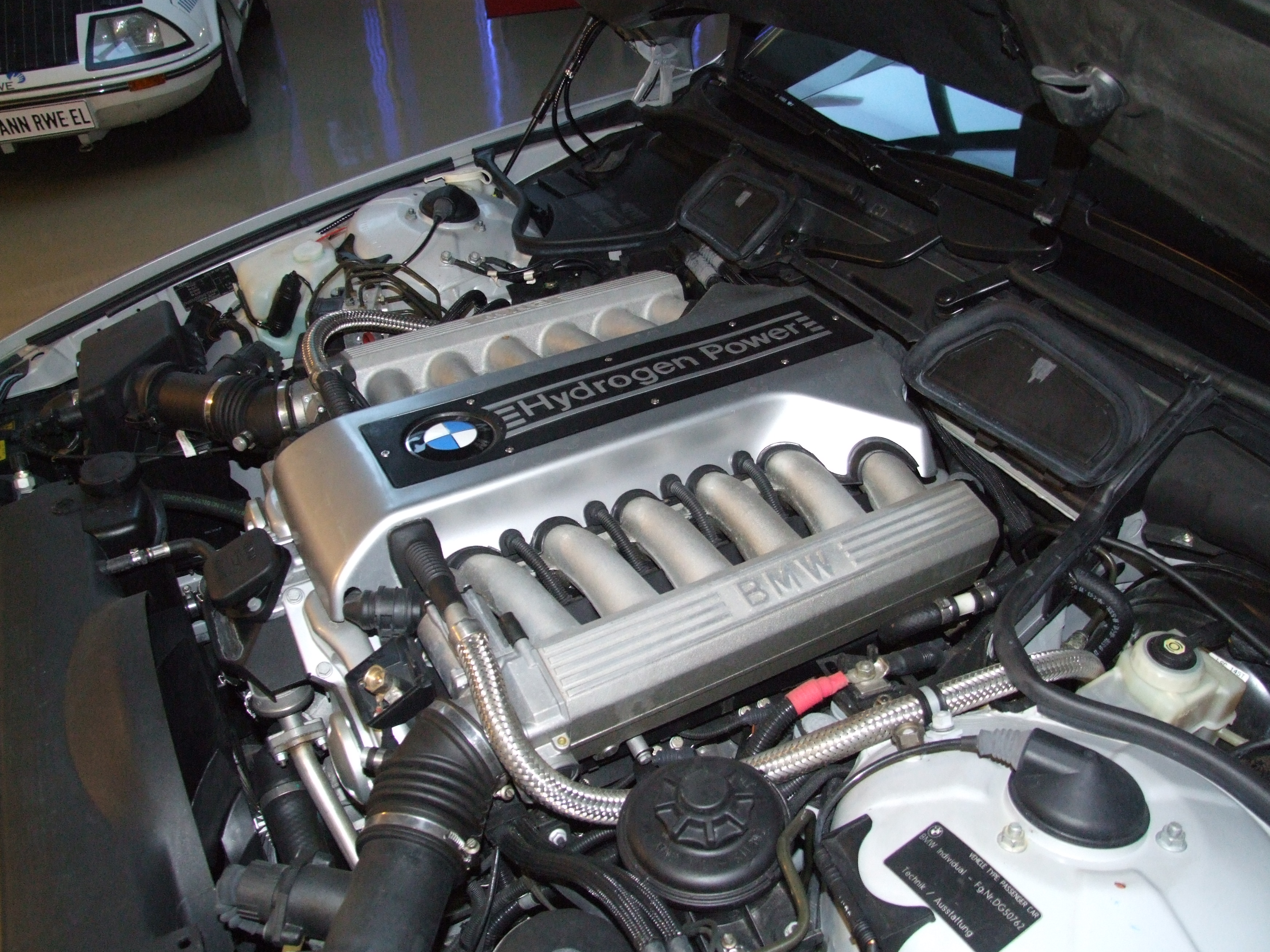
Le moteur 12 cylindres d'une Hydrogen 7

La BMW Hydrogen 7, présentée pour la première fois au salon de Los Angeles en novembre 2006, était une voiture fonctionnant aussi bien à l'hydrogène qu'au super sans plomb. Elle est basée sur une 760Li. BMW a abandonné ce modèle en 2009 et a arrêté le développement des moteurs à combustion utilisant de l'hydrogène.
Elle n'a été produite par BMW qu'à cent exemplaires. C'est une limousine expérimentale uniquement proposée à la location en Allemagne où il n'y a que six stations service proposant de l'hydrogène. Il existe également une station service offrant de l'hydrogène en Belgique, près de Bruxelles sur la E19.
Son autonomie est d'environ 200 km avec le plein d'hydrogène et de 500 autres avec du super sans plomb.

## Caractéristiques
- Dimensions : 5,18 m / 1,90 m / 1,49 m
- Poids : 2 460 kg
- Motorisation : V12 6 L à essence et hydrogène développant 260 ch
- Capacité du réservoir d'hydrogène : stockage liquide cryogénique de 170 L soit 8 kg
- Consommation : 13,9 L/100 (essence) et 3,4 kg/100 (hydrogène)
- la puissance d'un moteur 3.0 et le couple d'un moteur 4.0